# آگاتا بوزک
آگاتا بوزِک (انگلیسی: Agata Bronisława Buzek؛ زادهٔ ۲۰ سپتامبر ۱۹۷۶) بازیگر و مدل اهل لهستان است.
از فیلم‌ها یا برنامه‌های تلویزیونی که وی در آن نقش داشته است، می‌توان به حالا یا هرگز!، دروازه اروپا، گنج‌های پنهان، جسم خارجی، مکمل، جادوگر (مجموعه تلویزیونی)، جادوگر (فیلم)، گشت شبانه، مرغ مگس و انتقام اشاره کرد.
وی همچنین برندهٔ جوایزی همچون جایزه شوتینگ استارز شده است.